# Dictionnaire du français plus
Pour les articles homonymes, voir DFP.
Le Dictionnaire du français plus à l’usage des francophones d'Amérique (DFP) est un dictionnaire québécois publié en 1988. L'ouvrage est une adaptation nord-américaine de l'édition de 1987 du Dictionnaire du français publiée par le groupe d'édition français Hachette. La nomenclature du dictionnaire comprend aussi bien les mots et expressions du fond français que les mots propres à l'usage québécois.

## Marquage des francismes et québécisme
À l'instar des dictionnaires de France qui ne marquent pas les usages propres à leur français national mais qui indiquent comme régionalismes les usages étrangers, le DFP indique comme régionalismes les francismes sans marquer les québécismes. Cette originalité a toutefois été décriée par certains critiques, qui désiraient qu'on marque à la fois les usages propres à la France et les usages propres au Québec. Le principal rédacteur du dictionnaire, Claude Poirier, s'exprime ainsi sur le succès de l'ouvrage :

« Le DFP a reçu un très bon accueil malgré quelques critiques sévères que l’audace de la formule a méritées à ses auteurs. [...] La publication du DFP a certainement contribué à faire prendre conscience du caractère tout à fait particulier du français du Québec et a suscité une réflexion sur la question de la norme. »

Le Dictionnaire québécois d'aujourd'hui sorti quatre années plus tard a repris la même formule que le DFP en ne marquant que les francismes. À l'inverse, pour la première fois dans l'histoire lexicographie francophone, le dictionnaire Usito, diffusé en ligne depuis 2013, marque aussi bien les francismes que les québécismes.